# Christoph Wilhelm Otto Hubbe

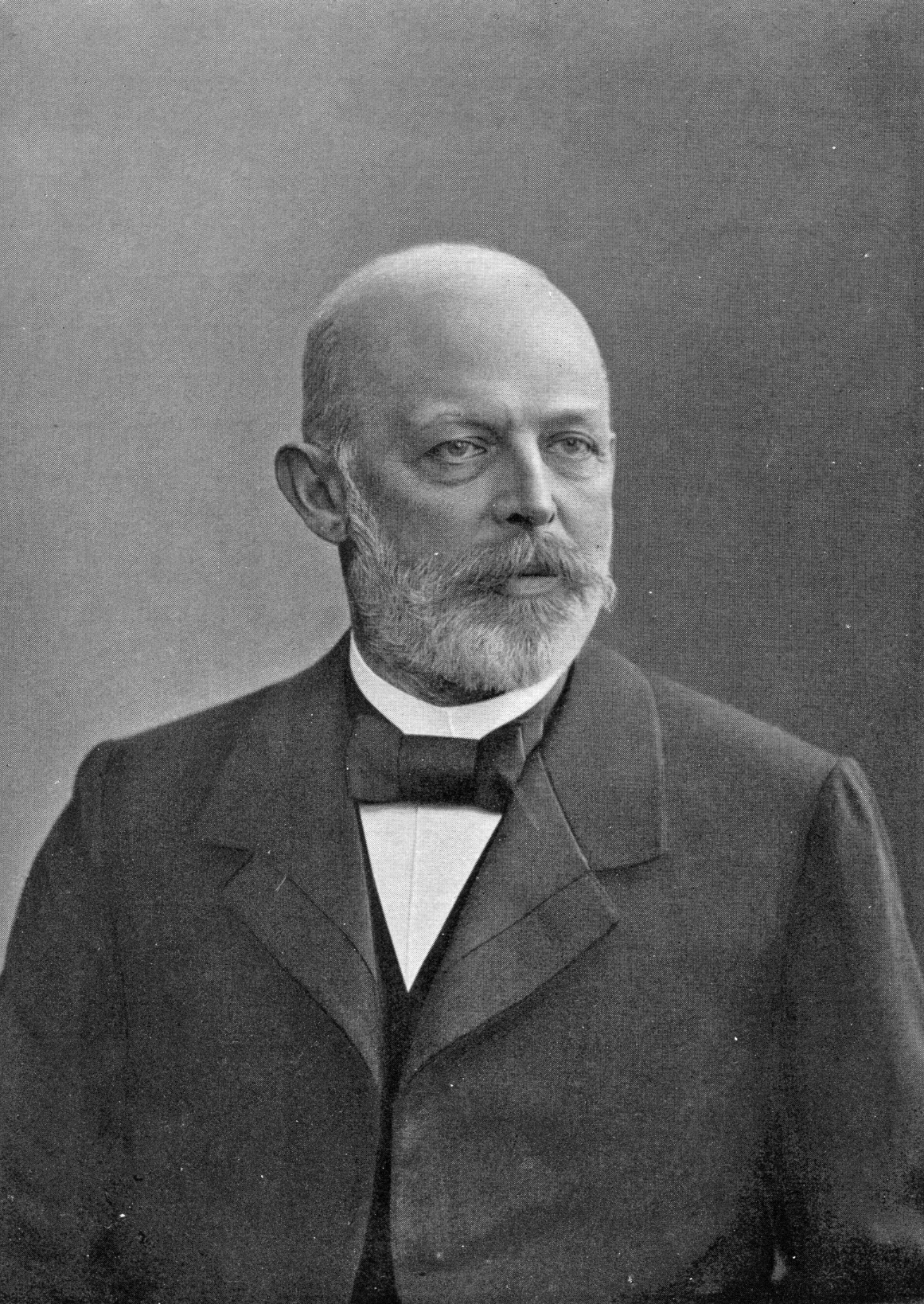
Otto Hubbe

Christoph Wilhelm Otto Hubbe (* 20. August 1842 in Magdeburg; † 24. Oktober 1904 ebenda) war ein deutscher Unternehmer.

## Leben
Hubbe war ein Sohn des Unternehmers Gustav Hubbe. Er besuchte zunächst die Vorbereitungsschule und die höhere Gewerbe- und Handelsschule in Magdeburg und absolvierte von Ostern 1858 bis Ende 1860 eine kaufmännische Lehre bei dem Unternehmen Loesener & Schoch. Bis März 1862 war er dort dann noch als Kassierer beschäftigt. Hubbe leistete dann seinen Militärdienst ab. Im Anschluss hieran setzte er seine Ausbildung durch Auslandsreisen nach Großbritannien, Frankreich, Norwegen und Russland fort.
Ab 1864 arbeitete er im väterlichen Unternehmen. 1865 wurde er neben seinem Bruder Friedrich Hubbe Prokurist und 1871 Teilhaber. Hubbe leitete die Umwandlung des Unternehmens vom Handels- zum Industriebetrieb ein. Auf dem Werder in Magdeburg entstand 1874 eine Fabrik zur Pflanzenölproduktion. 1871 hatte er auf dem Werder die Villa Hubbe errichten lassen. Nach dem Tod seines Bruders 1878 war Hubbe alleiniger Unternehmensinhaber. Nach der Zerstörung der Produktionsstätte durch einen Brand im Jahr 1890 ließ Hubbe 1891 an der Berliner Chaussee in Magdeburg eine neue moderne Fabrikanlage errichten. Er führte diverse technische Neuerungen ein. Sein Unternehmen unterhielt eine eigene Versuchsabteilung, in der Forschungen durchgeführt wurden.
Von 1881 bis 1887 war Hubbe Stadtverordneter. Zwischen 1882 und 1887 bekleidete er das Amt eines Handelsrichters. Ab 1887 übernahm er die Funktion eines unbesoldeten Stadtrats. Darüber hinaus war er Mitglied des Provinziallandtags der Provinz Sachsen.
Hubbe engagierte sich auch gesellschaftlich. Ab 1871 war er Mitglied der Magdeburger Korporation der Kaufmannschaft, deren Ältestenkollegium er ab Ende 1878 angehörte. Vom Frühjahr 1887 bis Ende August 1889 war er zunächst zweiter Vorsteher, danach bis zu seinem Tod erster Vorsteher der Korporation. Sein besonderes Engagement galt der Umwandlung der Korporation in eine Handelskammer, die dann zum Jahr 1899 erfolgte. Hubbe wirkte auch an der Gründung des Verbands mitteldeutscher Handelskammern mit. Ein weiterer wirtschaftspolitischer Tätigkeitsschwerpunkt Hubbes war die Förderung der kaufmännischen Ausbildung. Er unterstützte die 1899 erfolgte Eröffnung der Kaufmännischen Fortbildungsschule, die für die Lehrlinge auch einen theoretischen Unterricht anbot.
1898 gründete er zum Andenken an seinen Vater die Gustav-Hubbe-Stiftung, die der höheren Ausbildung unbemittelter Kaufleute der Stadt Magdeburg gewidmet war. Darüber hinaus war Hubbe Mitglied des Kirchenrats der St.-Johannis-Kirche. Hubbe war auch Vorsitzender der Wasser-Assecuranz-Compagnie und Aufsichtsratsvorsitzender der Magdeburger Privatbank. Außerdem gehörte er auch dem Vorstand der Müllerei-Berufsgenossenschaft an und war erster stellvertretender Vorsitzender im 1900 gegründeten Verband deutscher Ölmühlen. Er war Mitglied der Magdeburger Freimaurerloge Ferdinand zur Glückseligkeit.
Nach seiner Frau Ida erhielt das 1916 erbaute Gemeindehaus der evangelischen Trinitatis-Kirchengemeinde in Magdeburg-Brückfeld den Namen Ida-Hubbe-Stiftung.

## Ehrungen
In der aufstrebenden Zeit der Industrialisierung des 19. Jahrhunderts wurden in der Neuen Neustadt bei Magdeburg, später Magdeburg-Neustadt, schon die Jungkaufleute und Fabrikanten Otto Hubbe, Johann Wilhelm Hauswaldt und Paul Hennige als die Magdeburger „drei großen H“ bezeichnet. Ihr wirtschaftliches Engagement auch im sozialen und kulturellen Umfeld waren herausragend. Ihre Namen wurden in der Handelskammer, jetzt Industrie- und Handelskammer, als dauernd verewigt. Zu Ehren der beiden Erstgenannten haben bei ihrem Tode die Erben je eine Stiftung der Handelskammer zur Verwaltung überwiesen; es sind das die Otto-Hubbe-Stiftung und die Wilhelm-Hauswaldt-Stiftung.
Hubbe wurde 1891 mit dem Ehrentitel Kommerzienrat ausgezeichnet, in zweiter Stufe dieser Auszeichnung 1901 als Geheimer Kommerzienrat. Die Stadt Magdeburg benannte zu seinen Ehren zeitweise eine Straße als Hubbestraße.